# Hakkemose Teglværk
Hakkemose Teglværk var et dansk teglværk, der i 1870'erne var landets største. Senere blev det omdannet til keramikfabrik.
1847 købte mekanikeren J.P. Langgaard bondegården Hakkemose ved Taastrup på grund af det derværende gode ler, og her oparbejdede han efterhånden et af landets største teglværker (grundlagt 10. november samme år), der fra 1883 også tilvirkede terrakottavarer og fajanceovne. Han havde lært nye teknikker i Tyskland, konstruerede en maskine til at lave mursten på, og i 1868 begyndte han at bygge en ringovn. Ringovnen havde femten afdelinger, som hver kunne rumme 22.500 mursten. Tolv mænd var beskæftiget ved ringovnen, og de havde hver tre drenge i alderen 10 til 15 år til at hjælpe sig. Hver mand kunne fremstille 3-4.000 sten dagligt. Hakkemose Teglværk blev sin tids største teglværk i Danmark. Allerede i 1848 producerede det 1 mio. mursten om året og det steg til 7 mio. i 1872. Dette år udsendte fabrikken en 25 års-jubilæumsplatte.
På de nordiske udstillinger i København 1872 og 1888 udstillede han sine tilvirkninger, der begge gange blev prisbelønnede.
Værket solgtes 1895 af Langgaards arvinger til et engelsk konsortium. Leret var brugt op i 1908, og i 1909 blev ringovnen revet ned. I stedet fokuserede fabrikken på produktion af keramik og fliser. I oktober 1909 blev den senere forfatter Morten Korch direktør for fabrikken, hvilket han var til september 1911. Den lukkede i 1915.
I begyndelsen var det tyske arbejdere fra Lippe-Detmold, der arbejdede på teglværket. Senere blev de erstattet af danskere og svenskere; i alt var der i storhedstiden ansat ca. 200 arbejdsfolk på teglværket, hvis bestyrer var den indvandrede tysker Friederich Heinrich Brocker (1824-1892).
Af bygninger opført med sten fra teglværket kan nævnes Vridsløselille Statsfængsel, Sct. Hans Hospital og huset Axelhus, Vesterbrogade 2B, som Langgaard selv lod opføre 1874. Både facadens skulpturer, samt fx Grevinde Danners våben på Jægerspris Slot, er udført på Hakkemose.
Næsten intet af teglværket består: Hakkemosegårds stuehus blev revet ned i 1990'erne, mens Charlottegård, som Langgaard lod opføre 1858 og opkalde efter sin hustru, stadig findes.